# Парацельс (лунный кратер)
Кратер Парацельс (лат. Paracelsus) — большой древний ударный кратер в южном полушарии обратной стороны Луны. Название присвоено в честь швейцарско-немецкого алхимика и врача Парацельса (1493—1541) и утверждено Международным астрономическим союзом в 1970 г. Образование кратера относится к донектарскому периоду.

## Описание кратера
Ближайшими соседями кратера являются кратер Барбье на западе; кратер Сирано на западе-северо-западе; кратер Цвикки на севере-северо-востоке; кратер Вертрегт на северо-востоке; кратер Ван де Грааф на юго-востоке и кратер Зелинский на юге-юго-востоке. На юге от кратера Парацельс расположено Море Мечты. Селенографические координаты центра кратера 22°55′ ю. ш. 163°26′ в. д. / 22,92° ю. ш. 163,44° в. д., диаметр 85,9 км, глубина 2,8 км.
Кратер Парацельс имеет полигональную форму и значительно разрушен. Вал сглажен, в северной части прорезан многочисленными узкими долинами, северная-северо-западная часть вала перекрыта сателлитным кратером Парацельс Y. Внутренний склон неравномерный по ширине, особенно широкий в восточной части, имеет слабые следы террасовидной структуры. Высота вала над окружающей местностью достигает 1380 м, объем кратера составляет приблизительно 6500 км³.  Дно чаши плоское, вероятно выровненное лавой, отмечено множеством мелких кратеров (в основном в южной части чаши). Удлинённый центральный пик высотой около 860 м
несколько смещен к западу от центра чаши. Состав центрального пика - анортозит (A), габбро-норито-троктолитовый анортозит с содержанием плагиоклаза 85-90 % (GNTA1).

## Сателлитные кратеры
| Парацельс | Координаты                                              | Диаметр, км |
| --------- | ------------------------------------------------------- | ----------- |
| C         | 21°32′ ю. ш. 165°18′ в. д. / 21,54° ю. ш. 165,3° в. д.  | 23,8        |
| E         | 22°35′ ю. ш. 167°18′ в. д. / 22,59° ю. ш. 167,3° в. д.  | 62,6        |
| G         | 24°26′ ю. ш. 165°59′ в. д. / 24,43° ю. ш. 165,98° в. д. | 25,9        |
| H         | 25°49′ ю. ш. 166°20′ в. д. / 25,82° ю. ш. 166,34° в. д. | 9,7         |
| M         | 25°58′ ю. ш. 163°16′ в. д. / 25,97° ю. ш. 163,27° в. д. | 35,7        |
| N         | 25°19′ ю. ш. 162°08′ в. д. / 25,32° ю. ш. 162,13° в. д. | 8,4         |
| P         | 24°47′ ю. ш. 161°53′ в. д. / 24,79° ю. ш. 161,88° в. д. | 63,8        |
| Y         | 21°25′ ю. ш. 162°58′ в. д. / 21,42° ю. ш. 162,96° в. д. | 25,7        |

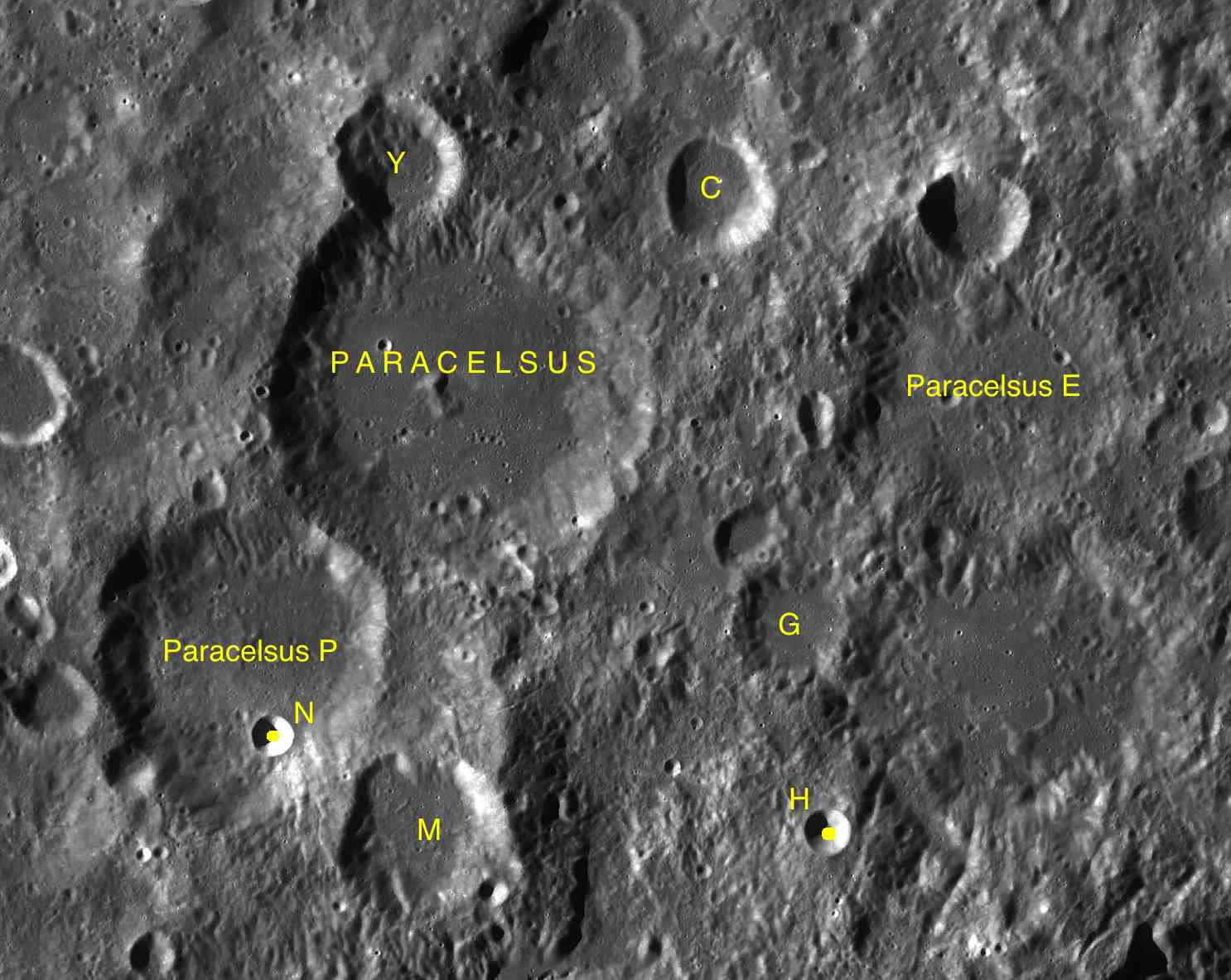
Фрагмент карты LAC-103.

- Образование сателлитных кратеров Парацельс E и P относится к донектарскому периоду[1].